# 蛛網陸龜
蛛網陸龜（Pyxis arachnoides），又名蛛網龜，是馬達加斯加特有的一種龜。

## 特徵
蛛網陸龜背甲具有黑色和蛛網形狀的黃色花紋。部分亞種的腹甲及背甲可以進行閉殼的動作。而四肢、頭部及頸部的皮膚大多也呈黑色或黃色。

### 亞種
蛛網陸龜原本可分為四個亞種，但其中一個亞種其後被獨立為扁尾陸龜（Pyxis planicauda），因此現只有三個亞種，各不同的亞種亦有不同的特色，包括﹕
- Pyxis arachnoides arachnoides（蛛網陸龜）， 腹甲無斑紋，可以閉殼，生活於馬達加斯加島西南部沿海地區。
- Pyxis arachnoides oblonga（南部蛛網陸龜），腹甲有小量黑斑，可以閉殼，生活於馬達加斯加島北部地區。
- Pyxis arachnoides brygooi（北部蛛網陸龜），腹甲無斑紋，能局部閉殼，生活於馬達加斯加島南部地區。

## 習性
蛛網陸龜是一種比較膽小的陸龜，亦容易因環境的轉變而拒絕進食或死亡。而此龜生活在氣候乾旱區域，但同時亦可以適應濕潤的氣候，由於原生地的氣溫差距很大，因此亦可以抵受攝氏10度至40度的溫差。此龜屬雜食性，以草食為主，但亦會進食蛞蝓、蚯蚓及昆蟲。

## 保育現況
蛛網陸龜被瀕危野生動植物種國際貿易公約列於附錄一，則禁止捕捉任何野生的龜隻，亦禁止其非法買賣。

## 圖集

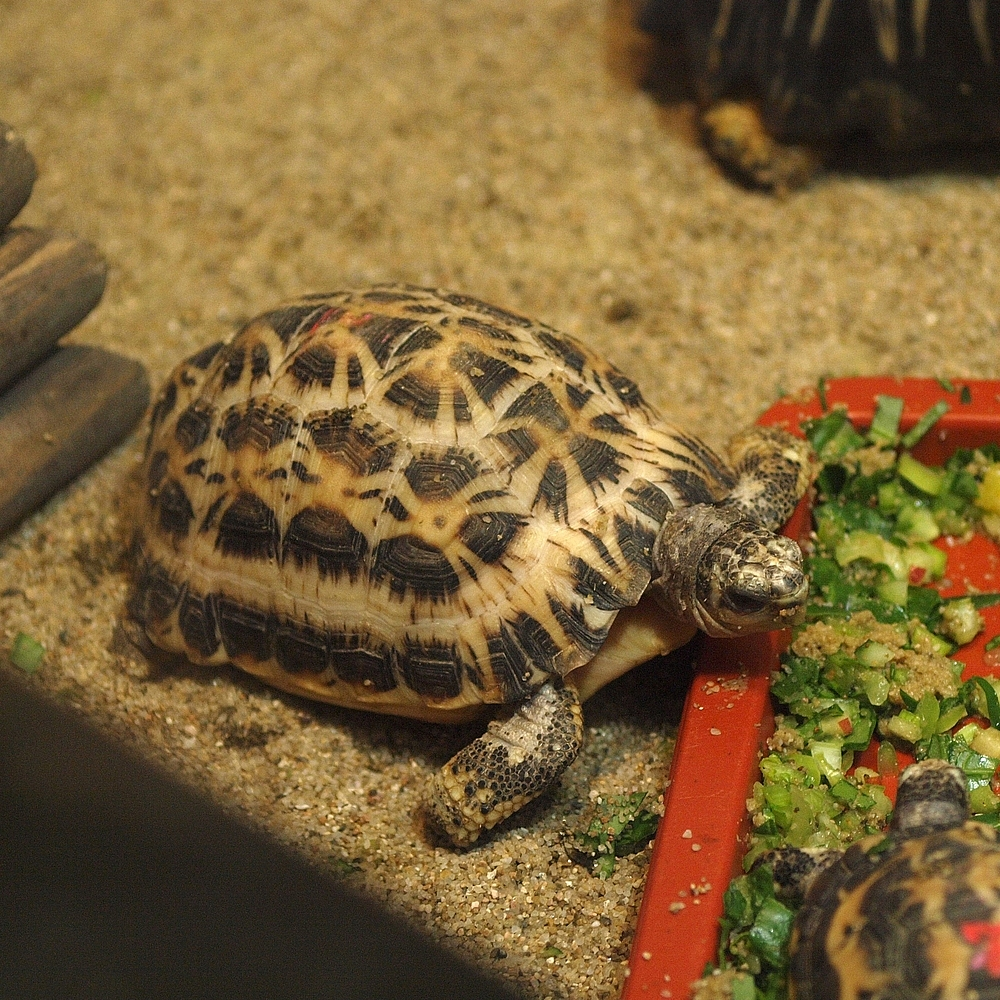
人工飼養的蛛網陸龜